# Djer
Djer (3115?—3040 TCN?) được coi là vị pharaon thứ ba thuộc vương triều đầu tiên của Ai Cập cổ đại. Ông sống vào khoảng giữa thế kỷ 31 TCN  và cai trị trong khoảng 40 năm. Một cánh tay xác ướp của Djer hoặc của vợ ông đã được Flinders Petrie phát hiện, nhưng nó đã bị Emile Brugsch vứt bỏ.

## Tên

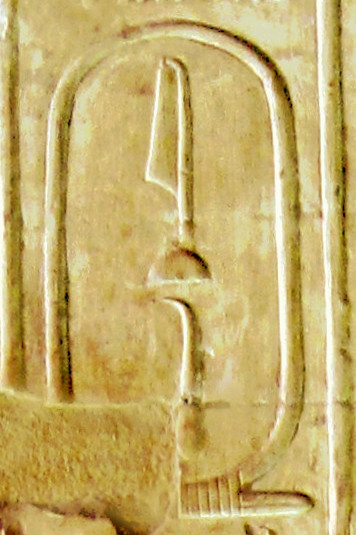
Iti, Đồ hình tên của Djer trong Danh sách Vua Abydos.

Danh sách Vua Abydos ghi tên vị pharaon thứ ba là Iti, còn trên bản danh sách Turin thì tên của ông lại bị hư hại, nó bắt đầu bằng It..., trong khi Manetho ghi là Athothis.

## Độ dài vương triều
Trong khi vị tu sĩ Ai Cập Manetho, viết trong tác phẩm của ông ta vào thế kỷ thứ 3 TCN, nói rằng Djer đã cai trị trong 57 năm, thì Toby Wilkinson trong tác phẩm Biên niên sử hoàng gia của Ai Cập cổ đại đã nhấn mạnh rằng tấm bia đá Palermo được cho là chính xác hơn- với niên đại gần tương đương- đã ghi lại là Djer có một vương triều "hơn 41 năm."

## Vương triều
Bằng chứng về cuộc đời và vương triều của Djer đến từ:
- Ngôi mộ tại Umm el-Qa'ab, Abydos.
- Vết dấu từ ngôi mộ 2185 và 3471 ở Saqqara.
- Chữ khắc trong ngôi mộ 3503, 3506 và 3035 ở Saqqara/.
- Vết dấu và chữ khắc từ Helwan[6].
- Chiếc vại từ Turah với tên của Djer[7].
- Tấm bảng ngà voi UC 16.182 từ Abydos[8].
- Rùi lưỡi vòm bằng đồng UC 16.172 với tên của djer[9].
- Dòng chữ với tên của ông tại Wadi Halfa, Sudan.

Các chữ khắc trên ngà voi và gỗ là một dạng chữ tượng hình rất thô sơ và nó gây khó khăn cho việc dịch hoàn chỉnh, nhưng có một tấm thẻ ở Saqqarah có lẽ là đã miêu tả việc tiến hành hiến tế người dưới vương triều thứ nhất. Một mảnh ngà voi ở Abydos đã đề cập rằng Djer đã tới thăm Buto và Sais ở đồng bằng sông Nile. Một năm thuộc vương triều của ông được ghi lại trên Bia đá Cairo với tên gọi là "Năm chiến thắng vùng đất Setjet", mà thường được suy đoán là Sinai hoặc xa hơn nữa.

## Gia đình

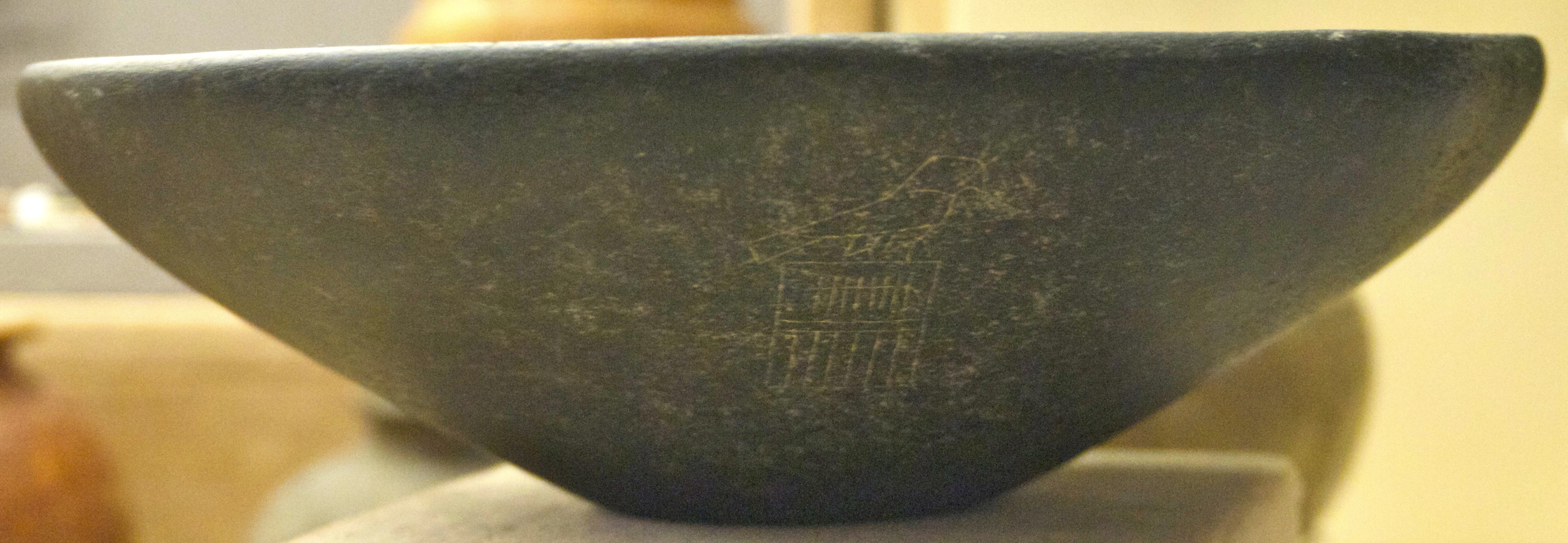
Bình đá có mang serekh của Djer, Bảo tàng khảo cổ học Quốc gia (Pháp).

Djer là con trai của pharaon Hor-Aha với người vợ là Khenthap. Ông nội của ông có lẽ là Narmer, và bà nội của ông là Neithhotep. Djer là cha của Merneith, vợ của Djet và là mẹ của Den. Những người phụ nữ được cho là vợ của Djer bao gồm:
- Nakhtneith (hoặc Nekhetneith), được chôn cất tại Abydos và còn được biết đến từ một tấm bia đá.[11][12]
- Herneith, có thể là vợ của Djer. Chôn cất ở Saqqara.[12]
- Seshemetka, được chôn cất tại Abydos bên cạnh nhà vua.[13] Bà còn được cho là một người vợ của Den theo Dodson và Hilton.[12]
- Penebui, tên và tước hiệu của bà đã được tìm thấy trên một nhãn ngà voi từ Saqqara.[11]
- Bsu, được biết đến từ một tấm thẻ ở Saqqara và một số bình đá (cách đọc tên của bà không chắc chắn; tên của bà bao gồm hình ba con cá).[11]

## Ngôi mộ
Tương tự như vua cha Hor-Aha, Djer được chôn cất ở Umm el-Qa'ab tại Abydos. Ngôi mộ của Djer là mộ O của Petrie. Ngôi mộ của ông còn chôn theo 318 người hầu cùng với ông. Sau này, ngôi mộ của Djer được tôn kính như là lăng mộ của thần Osiris, và toàn bộ phức hợp mai táng của vương triều đầu tiên, trong đó gồm cả ngôi mộ của Djer, trở thành một địa điểm linh thiêng trong tôn giáo truyền thống của người Ai Cập.
Một số đồ vật đã được tìm thấy ở bên trong và xung quanh ngôi mộ của Djer như:
- Một tấm bia đá của Djer, bây giờ nằm ở bảo tàng Cairo có lẽ có nguồn gốc từ Abydos.
- Những tấm thẻ có nhắc đến tên của một cung điện và tên của Meritneith.
- Những mảnh vỡ của hai chiếc bình ghi tên của Nữ hoàng Neithhotep.
- Những chiếc vòng tay của một nữ hoàng được tìm thấy trên bức tường của ngôi mộ.

Trong các ngôi mộ con được khai quật còn tìm thấy:
- Bia đá của một vài người khác.
- Đồ vật bằng ngà voi với tên của Neithhotep.
- Những tấm bảng bằng ngà voi.

## Tiểu sử
- Toby A. H. Wilkinson, Early Dynastic Egypt, Routledge, London/New York 1999, ISBN 0-415-18633-1, 71-73
- Toby Wilkinson, Royal Annals of Ancient Egypt: The Palermo Stone and Its Associated Fragments, (Kegan Paul International), 2000.